# 노앤파트너스
노앤파트너스(NOH & PARTNERS)는 한국의 사모투자회사로 정보통신기술(ICT), 헬스케어, 핀테크 등 디지털 뉴딜 분야에 투자하며 누적 투자금액은 약 8000억 원이다.

## 역사
2015년 8월에 산업은행 출신의 노광근 대표가 설립했다.

## 투자
- WCP
- Londian Wason
- 코팅코리아 및 원에스티
- 켐트로스의 2대 주주로 등극하며 지분 14.31%를 인수[3]
- 더블유씨피[4]